# تجسس إلكتروني
التجسس الإلكتروني أو ما يعرف بحرب التجسس المعلوماتي هي عبارة عن عدة طرق لاختراق المواقع الاكترونية ومن ثم سرقة بعض المعلومات والتي قد تكون في قائمة الاهمية والخطورة للطرف المتلقي والمسروق منه وقد انتشرت في الالفية الجيدة بانتشار طرق الاختراق واحيانا قد تكون الاختراق من اشخاص عابثين ليس الا وأحيانا بغرض سرقة معلومات مهمه مثل ما حدث لوزارة الدفاع الأمريكية البنتاغون في العامين الماضيين من قبل اشخاص لا يتبعون للقاعدة بل اشخاص عابثين وكما تم اختراق موقع وزارة الدفاع الفرنسية قبل عامين بغرض سرقة معلومات عن الاستطلاعات والمناورات والنظام الصاروخي الفرنسي وليس الاختراق محصور على المؤسسات العسكرية فكذلك قد تتعرض له المؤسسات النقدية وخصوصا البنوك المركزية والمؤسسات العملاقة.